# Вілиця
Ві́лиця  — село в Україні, у Шацькій селищній територіальній громаді Ковельського району Волинської області. Населення становить 158 осіб.
Орган місцевого самоврядування — Шацька селищна рада.

## Історія
У книзі Олександра Цинкаловського «Стара Волинь і Волинське Полісся» про даний населений пункт наявна така інформація: 
| ВИЛИЦЯ, с, Володимирський пов., Щацька вол., 100 км від Володимира. В кінці 19 ст. було там 43 дом. і 286 жит. |
З 30 вересня 2015 року населений пункт у Шацькій селищній об'єднаній територіальній громаді Шацького району Волинської області, до цього село підпорядковувалось Прип'ятській сільській раді Шацького району.
12 червня 2020 року, відповідно до розпорядження Кабінету Міністрів України № 708-р «Про визначення адміністративних центрів та затвердження територій територіальних громад Волинської області», увійшло до складу Шацької селищної територіальної громади.
З 2020 року після ліквідації Шацького району село Вілиця належить до Ковельського району Волинської області.

## Населення
Згідно з переписом УРСР 1989 року чисельність наявного населення села становила 179 осіб, з яких 83 чоловіки та 96 жінок.
За переписом населення України 2001 року в селі мешкало 157 осіб.

### Мова
Розподіл населення за рідною мовою за даними перепису 2001 року:
| Мова       | Відсоток |
| ---------- | -------- |
| українська | 97,47 %  |
| російська  | 2,53 %   |